# リンパ系
脊椎動物において、リンパ系（リンパけい、英: lymphatic system）とは、リンパ液と呼ばれる清明な液を運搬する導管ネットワークである。リンパ液が通過するリンパ組織もこれに含まれる。リンパ節を筆頭としてリンパ組織が見出される器官は多く、扁桃腺のように消化管に付随したリンパ濾胞もその一つである。リンパ系はまた脾臓、胸腺、骨髄、消化管に付随したリンパ組織といったリンパ球の循環や産生を行う全ての構造を含む。今日われわれがリンパ系と言っているものはルドベックとバートリンが初めて独立に記述した。
血液の溶解成分は体内の細胞や組織に直接混ざり合うことはない。まず組織液と混ざり、次に細胞に入る。リンパ液とはリンパ管に流れ込んだ組織液のことである。哺乳類においてはリンパ液は心臓で駆動する血液のようにポンプで体内を流れるわけではなく、おおよそ弁で逆流を妨げられたリンパ管に骨格筋の収縮による圧力が加わることで一定の方向に流動する。しかし、両生類や爬虫類においてはリンパ心臓と呼ばれるリンパ系のポンプ器官がリンパ液を駆動している。
リンパ系には3つの相互に関連した機能がある。組織から組織液を取り除く働きが1つ。吸収された脂肪酸と脂質を乳糜として循環系まで運ぶ働きが1つ(胸管)。最後に、単球や、抗体産生細胞などのリンパ球をはじめとする免疫細胞を産生する働きである(胸腺)。
様々な器官のリンパ排液についての研究は、がんの診断と治療の点から重要である。リンパ系は体内の多くの組織に物理的に近いところに位置しているため、体内の様々な部位の間で転移と呼ばれるプロセスを起こしてがん細胞を運んでしまう。がん細胞はリンパ節を通過するからそこで捕らえることができる。もしそこでがん細胞を破壊できないなら今度はリンパ節が2次性腫瘍の病巣となる恐れがある。
リンパ系に病気や何らかの異常が起きると、腫脹や他の症状が現れる。リンパ系の異常は体の感染症への抵抗力を損なう。

## 簡易解説：リンパ系
リンパ系（リンパけい、淋巴系）は、リンパ器官（リンパ節、リンパ管、胸管など）からなる複雑なシステムで、リンパ液の生成及び、組織から循環系への移動にあずかる。また免疫系において大きな役割をはたす。
リンパ系には以下の3つの機能があり、これらは相互に関係がある。
1. 組織から余剰になった液を取り除く
2. 消化吸収された脂質を循環系まで運ぶ
3. 免疫担当細胞（リンパ球、単球、抗体を産生する形質細胞）の産生

リンパ液の元は毛細血管から滲出した血漿成分が細胞間隙の組織液となったものである。細胞間質液もしくは間質リンパと呼ばれる。間質リンパは毛細血管から栄養と酸素を細胞に運び老廃物を血管やリンパ管に運ぶ細胞間の体液ネットワークである。血漿は毛細血管動脈圧によって毛細血管から押し出され、細胞間質液（間質リンパ）となる。ほとんど（80〜90%程度）の血液ガス電解質を含む水分は膠質浸透圧によって血管内に戻るが、全体のボリュームの10〜20%程度のタンパク質や老廃物などはを含んだ間質リンパは　リンパ管に流れ込み　管内リンパとなる。リンパ系によって循環系に戻されることになる。
要するに、リンパ管内のリンパ液（管内リンパ）はリンパ系にとりこまれた組織液そのものである。
細胞間を流れる「間質リンパ」とリンパ管内をながれる「管内リンパ」は濃度差などがあるが同じものである。

### リンパ液の循環
リンパ系は第二の循環系として機能している。リンパ系ではリンパ節の白血球が体を癌細胞、真菌、細菌、ウイルスから守っている。ポンプ（心臓）を中心とした閉じた管からできている血管系と違って、リンパ系は開放循環系である。リンパ系の圧力は低く、液の流速も遅い。リンパ系の圧力は蠕動、骨格筋の収縮によってもたらされ、リンパ管には静脈と同じく、逆流防止の半月弁がある。リンパ液の移動は主に骨格筋の収縮を原動力とするが、周期的な管壁の収縮もリンパ液のリンパ管への移動を助ける。毛細リンパ管は集合しつつ次第に太くなり、右の上半身からのリンパ液は右リンパ管に、他の部位からのリンパ液は胸管に集まる。これらは右及び左の鎖骨下静脈に流れ込み、血液循環系と合流する。

### 脂質の運搬
リンパ管は 乳糜管とも呼ばれ、消化管の表面に沿って分布する。小腸で吸収された栄養素はほとんどが肝門脈を通って肝臓に流れ込みそこで処理されるが、脂質はリンパ液に乗って胸管を通り静脈まで運ばれる。小腸からの脂質を多く含むリンパ液は乳糜と呼ばれる。脂質は一旦体循環に乗った後で肝臓において処理される。

### リンパ器官
リンパ器官を構成する付随的なリンパ組織には胸腺、脾臓、リンパ節、パイエル板、扁桃、虫垂、赤色骨髄がある。これらの器官を足場にして、B細胞やT細胞、及びマクロファージ、樹状細胞など他の免疫細胞が体を循環する。他にも、細網内皮系と呼ばれるものがある。病原体が体内に侵入したり、体が抗原（スギ花粉のような）に晒されたりすると、抗原がリンパ液に移動し、リンパ液はリンパ管を通って近傍のリンパ節に運ばれる。リンパ液の中の細菌、癌細胞といった異物はリンパ節で除去される。マクロファージおよび樹状細胞が病原体を貪食・処理し、リンパ球に対して抗原提示を行う。病原体を認識するとリンパ節は腫大し、産生された免疫細胞が新たに加わって生体防御にあたることになる。

## 構成
リンパ系はかいつまんで述べると運搬系とリンパ組織からなる。運搬系は管内リンパ液を運び、毛細リンパ管、リンパ管、右リンパ本幹および胸管などからなる。
リンパ組織は何を置いても免疫応答に係わり、リンパ球や他の白血球からなる。それらはリンパ液が通過する結合組織の網状構造にどっぷりつかっている。リンパ球が濃厚に存在して塊のようになっているリンパ組織部位はリンパ濾胞として知られている。リンパ組織の構成は、リンパ節として構造的な構成が行き届いているものか、あるいは粘膜関連リンパ組織として知られる構造的に緩やかな構成を取るリンパ濾胞のいずれかである。

## リンパ液の生成
血液は細胞に栄養素を供給し、細胞がそれらを代謝することで生じた老廃物を回収してもいる。しかし、血管と細胞は直に接続しておらず、栄養素の供給および老廃物の回収は、組織液（間質リンパ）を仲介しておこなわれる。
組織液（間質リンパ）は、毛細血管動脈圧により毛細血管から浸透する血漿成分と、細胞から生じた老廃物とを含む水溶液である。組織液の90～80%（電解質血液ガスを含む水分）は膠質浸透圧と筋運動などで生じた組織圧により再び毛細血管静脈側と小静脈に還る。残りの10～20％の組織液（タンパク質、ウイルス等の異物、細胞の残骸等を含む細胞間リンパ液）が毛細リンパ管に流入し、管内リンパ液としてリンパ系を流れる。したがって、毛細リンパ管へ流入した当初のリンパ液（管内リンパ）は、組織液（間質リンパ）と同じ成分からなり、水のように清明な液体である。しかし、リンパ節を通過すると細胞（特にリンパ球）を多く含むようになる。
2つある一次リンパ器官は一つが胸腺でもう一つは骨髄である。これらは免疫細胞が作られ成熟する場所である。二次リンパ器官はまとまって嚢状になっているかあるいは散らばった状態で存在するリンパ組織からなる。嚢状組織になっているものには脾臓やリンパ節があり、拡散状のものには消化管付随リンパ組織および扁桃腺がある。

## リンパ液の循環
チューブ状の管はリンパ液（管内リンパ）を血液に戻し、最終的には、血液から組織液（間質リンパ）が作られたときに失った分量を補う。これらの流路はリンパ管（リンパ腺）と呼ばれる。

### リンパ管の一般構造
リンパ管の一般構造は血管の構造をベースとしている。内壁面は上皮組織型の平坦な細胞1層からなる上皮が覆い、その細胞は内皮細胞と呼ばれる。この細胞層は液を機械的に運搬する役割をもつ。その下には基底膜があるが不連続なつながり方なので液漏れが多い。内皮細胞のまわりをぐるっと取り巻いて平滑筋の層があり、縮まったり（収縮したり）緩んだりして内腔の口径を変化させる。最も外側の層は繊維性の組織からなる外膜である。ここに説明した一般構造は大きなリンパ管にのみ見られるものである。小さなリンパ管には数少ない層しかない。最も小さな管（毛細リンパ管）には筋層と外側の外膜がない。これらは先に伸びて行くと他の毛細管と合し、そうするうちに成長して太くなる。そしてまず外膜をまとい、次に平滑筋をまとう。
リンパ液の導管系は大まかに言って2種類の管からなる。起始部リンパ管として専ら組織液からリンパ液を集める機能をもった前リンパ管あるいは毛細リンパ管が一つ。もう一つはリンパ液（管内リンパ）を流れさせる大リンパ管である。
心臓血管系と違ってリンパ系は閉鎖系ではなく、中枢ポンプももたない。リンパ液の流れは蠕動、弁、近くの骨格筋が収縮する際の圧縮作用、動脈の拍動による。これらによる圧力は弱いにも拘わらず流れは起きる。

### 毛細リンパ管
|  |  |

リンパ液循環は盲管（一端が閉じている）で始まる。これは表面の透過性が高い毛細リンパ管で、組織液の圧力が十分に高いとき液が互いの間を通過できるようにボタンのようなつなぎ目をもった内皮細胞から作られている。これらボタンのようなつなぎ目は血小板内皮細胞接着分子-1（PECAM-1）のようなタンパク質フィラメントからなる。ここに配備されているバルブ系は、吸収したリンパ液が組織液のほうに漏液しないようにする。管の内腔に沿ってリンパ液が逆行しないようにする半月弁の系がもう一つある。毛細リンパ管は互いの間を接合するものを多数もっており繊細なネットワークを形作っている。

運動の際に起こる、管壁のリズムをもった収縮も、液がもっと小さなリンパ管、つまり毛細管に引き込まれるのを助けるようだ。組織液が組織に腫れをもたらす場合、浮腫と呼ばれる。体に張り巡らされた循環経路の系がつながって行くうち、液は次第に大きなリンパ管へと運ばれ、最後に右リンパ本幹（体の上半身のリンパ液に対して）および胸管（体の残りの部分のリンパ液に対して）に達する。両管とも右および左鎖骨下静脈で循環系に液を運び込む。この系はリンパ節の白血球と協同し、体を、がん、カビ、ウイルス、細菌の感染から防いで守る。この系は二次循環系として知られている。

### リンパ管
毛細リンパ管はリンパ液（管内リンパ）をより太い収縮性のリンパ管に移す。このリンパ管は弁も平滑筋ももっている。これらは集合リンパ管と言われる。集合リンパ管がより多くの毛細リンパ管から、割り当てられた役目であるリンパ液収集を行ううち、これらはもっと太くなる。そしてリンパ節に入っていくので輸入リンパ管と呼ばれる。ここでリンパ液（管内リンパ）はリンパ節組織で濾過され輸出リンパ管に送り込まれる。輸出リンパ管は（右リンパ本幹あるいは胸管）のようなリンパ管に直接つながるものがあるし、輸入リンパ管として、他のリンパ節につながるものもある。右リンパ本幹、胸管は鎖骨下静脈に流入してリンパ液を血流に戻す。
リンパ管の機能的単位はリンパアンギオン（lymphangion）として知られている。これは2つの弁の間の断片で、長さ：半径比に依存した収縮性をもち、液を前方に押し出す収縮性の容器のような働き、あるいはリンパ液がその場に留まるよう抵抗する管の働きももつ。

## リンパ組織
リンパ系に関連したリンパ組織は感染症や腫瘍の広がりから体を守る免疫作用に係わる。リンパ組織は、様々な種類の白血球、中でもリンパ球が最も多いが、それらが網の目状に絡んで存在している結合組織からなる。
リンパ組織はそこに含まれるリンパ球の発達・成熟段階によって一次、二次、三次と分けられる。胸腺および骨髄は一次リンパ組織で、リンパ球の産生と初期の選択に係わる。二次リンパ組織はリンパ球と反応する外来性分子または不活性な分子の変化したもの（抗原）に環境を提供する。例としてはリンパ節、扁桃腺のリンパ濾胞、粘膜関連リンパ組織（MALT）に関連したパイエル板などがある。三次リンパ組織はきわめてわずかなリンパ球しかもたない。炎症をもたらすような抗原に曝されたときのみ免疫的な役割を果たす。その際には血液やリンパ液からリンパ球を呼び寄せる。

### リンパ節

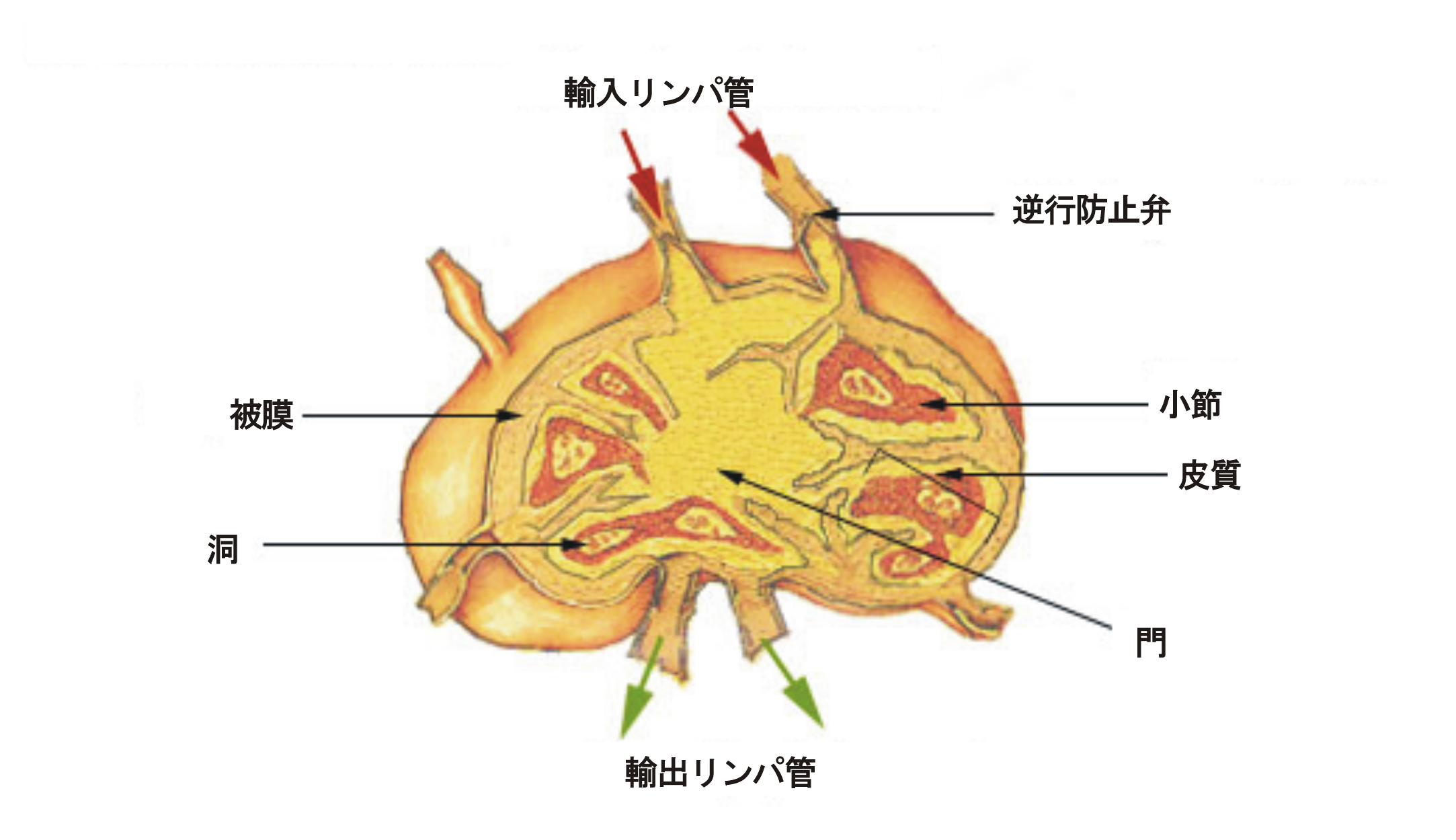
リンパ節と輸入および輸出リンパ管

リンパ節はまとまりのあるリンパ組織の集合体でリンパ液は流れの途中でここを通過し血液に還る。リンパ節はリンパ系に沿って間隔を置いて位置している。いくつかの輸入リンパ管はリンパ液を運び込み、そこでリンパ節の構造物によってろ過される。そうして輸出リンパ管を通って出て行く。
リンパ節の構造物は、外側の皮質と呼ばれる部分にあるリンパ濾胞と、内側の髄質と呼ばれる部分からなる。髄質は門として知られている部分を除き、まわりを皮質ですっぽり取り囲まれている。門はリンパ節の表面にくぼみとなっており、もしこれがないならリンパ節は球体か卵形のところ豆形を呈している。輸出リンパ管はリンパ節のここから直接発している。リンパ節に血液を供給している動脈と静脈は門を通って出入りする。
リンパ濾胞はリンパ球がびっしりと詰まった集合体で、リンパ球の数、大きさ、それに配置はリンパ節の機能的な段階にしたがって変化する。例えば、濾胞は外来抗原に出合うと眼に見て大きくなる。B細胞の選択はリンパ節の胚中心で起こる。
リンパ節は特に、胸部の縦隔、首、骨盤、腋窩（脇の下）、鼠径部（股間）、それに消化管の血管に付随して多く見られる。

## 脂肪酸運搬系の機能
乳糜管と呼ばれるリンパ管は胃腸管、特に小腸の内面壁にある。小腸に吸収された脂肪酸以外の大部分の栄養素は門静脈を経由して門脈系に注ぎ込まれて肝臓に運ばれ処理されるが、脂質（脂肪）はリポ蛋白質のキロミクロンとしてリンパ系に分泌され胸管を経由して血液循環系に運ばれる。小腸のリンパ管由来の成分豊富なリンパ液は、キロミクロンによって白濁するため乳糜と呼ばれる。血中に出たキロミクロンは全身の毛細血管内皮に存在するリポプロテインリパーゼによって分解される。

## リンパ系の病気
リンパ浮腫は組織液を輸送するリンパ系が障害を受け、リンパ液が滞留・蓄積することで発生した腫脹である。通常四肢に異常の所見を認めるが、顔、首、腹部に異常が認められる場合もある。これらの異常所見とともに下記のような原因を特定して診断される。この病気の患者は推定1億7千万人いるとされる。診断により以下のように3段階で進展の程度を分ける。
- 第1段階：四肢の腫れ部位を押すとくぼみが残り元に戻るまでしばらくかかる。繊維形成（硬化）はほとんど見られない。部位を高く上げることで腫れは引く。この段階からの回復はしばしば見られる。
- 第2段階：腫れの部位を押してもくぼみは残らない。高く上げても腫れは引かない。この段階で放置すると表皮や皮下組織中の繊維化が進む。
- 第3段階：一見して明らかな部位表面の異常を認める。皮膚は弾力を失って肥大、硬化し、色素の沈着も見られる。この段階はしばしば象皮病と呼ばれる。

リンパ浮腫の最もありふれている原因として、リンパ系フィラリアによる寄生虫症があり、リンパ管の閉塞を引き起こす。リンパ管腫はしばしばターナー症候群に付随して現れる良性腫瘍だが、リンパ管肉腫は悪性の軟部組織腫瘍（軟部組織肉腫）である。この他、先天性のリンパ輸送系の障害や、リンパ節の術的摘出による後遺症障害で浮腫が現れることがある。象皮病は、浮腫が放置などで長期に及んで滞留したリンパ液の刺激により皮膚や皮下組織の肥厚亢進が顕著に起こった病変である。特に毛細血管の末梢部が多い上腕、下肢、乳房や陰嚢、陰茎、外陰部などの生殖器で極端な肥大と硬化を引き起こし、日常生活の困難をきたす。象皮病に至っては刺激を取り除くためのリンパ管の再建が困難で、特に下肢は血圧がかかりやすく回復は難しい。
エプスタイン・バール・ウイルス（EBV）によるリンパ系感染症は伝染性単核球症として知られている。
リンパ脈管筋腫症（LAM）はリンパ管の平滑筋内に発生し、主に肺に多発性嚢胞を形成する進行性の良性腫瘍で難病指定されている。
悪性リンパ腫はリンパ内の血球のがんで全身性の疾患である。ホジキンリンパ腫、非ホジキンリンパ腫が知られ、がん性細胞化した血球がリンパ系に乗って全身を廻り転移を引き起こす。

## リンパ組織の発達
リンパ組織は胚発生の5週目終わりまでには発達し始める。リンパ管は発達を始めた中胚葉起源の静脈から発生したリンパ嚢から生ずる。
最初に現れるリンパ嚢は内頸静脈と鎖骨下静脈の連結部の、対になった頸部リンパ嚢である。頸部リンパ嚢からは毛細リンパ管叢が胸部、上肢、首、頭に広がる。この毛細リンパ管叢の中には大きく広がってそれぞれの領域でリンパ管を生成するものもある。頸部リンパ嚢それぞれは、少なくとも一つの頚静脈との連結を保持し、左側のリンパ嚢は胸管上部が占める部域に伸びて行く。
次に現れるリンパ嚢は小腸腸間膜の根元に生じる対でない後腹膜リンパ嚢である。これは未熟大静脈と中腎管から発達する。毛細管叢とリンパ管が後腹膜リンパ嚢から腹部内臓と横隔膜へと広がっていく。リンパ嚢は乳糜槽との連結は確立するがまわりの静脈との連結は失う。
最後のリンパ嚢は対になった臀部リンパ嚢で、腸骨静脈から発達する。臀部リンパ嚢は、腹壁や骨盤、および下肢の毛細管叢とリンパ管を生成する。臀部リンパ嚢は乳糜槽と合して近くの静脈との連結は失う。
全てのリンパ嚢は、乳糜槽が発達する嚢前部を除いて間葉細胞の侵入は免れず、リンパ節のグループになるような変化を受ける。
脾臓は胃の背部腸間膜の層の間の間葉細胞から発達する。胸腺は第3鰓嚢の突起から生じる。

## 中枢神経系のリンパ管
脳を含む中枢神経系においてリンパ系は存在しないものと多くの解剖学の教科書では記載されていた。しかし中枢神経系にも動脈から静脈への組織液の流れがあり、さらに常に免疫による監視を受けている。つまり、脳にもリンパ系の機能が備わっているにもかかわらず、そのしくみがわかっていなかった。Nedergaardのグループはマウスのくも膜下に装着したカニューレを通して脳脊髄液に注入した蛍光物質が脳内でどう広がるかをライブイメージングの手法で検討した。その結果、脳内のグリア細胞がグリア・リンパ系（glymphatic system）をつくって、蛍光物質を脳内から除去していることを見出し、2013年にサイエンス誌に報告した。この発見の特記すべき点は、このグリア・リンパ系は眠っている時に活性化し、脳内に溜まった老廃物を除去しているということを見出したことである。脳脊髄液におけるAβタンパク質の病的滞留はアルツハイマー病発症の要因になることから、本研究の成果は睡眠による中枢神経系のリンパ系の活性化がアルツハイマ－病の予防に重要であることを予測している。しかしこの論文ではまだ脳内にリンパ管があることは想定していなかった。
2015年にKipnisとAlitaloのグループがそれぞれProxl-GFPレポーターマウスなどを用いてリンパ管が脳の髄膜に存在し、脳脊髄液から髄液と免疫細胞の両方を輸送できることを報告した。中枢神経系、角膜、毛髪、精巣、母体内の胎児は全身の免疫系から隔絶されているという免疫特権（immune privilege）という考え方があったが、中枢神経系に古典的なリンパ管システムが存在したことから見直しが必要である。また多発性硬化症などの様々な神経免疫疾患やアルツハイマー病のような神経変性疾患に髄膜のリンパ管の機能不全が関わっている可能性がある。

## 歴史
ヒポクラテスはBC5世紀にリンパ系について初めて言及した人物の一人であった。彼の著作『関節について』で、彼はリンパ節について簡潔に一文で述べた。ローマの医者であったエフェソスのルーファス(en)はAD1～2世紀に、腋窩、鼠径部、腸間膜のリンパ節を胸腺とともに見出した。リンパ管に最初に言及したのはBC3世紀のエジプトの解剖学者ヘロフィロスであったが、間違った結論として、乳糜管（腸のリンパ管）のことを『リンパ管の吸収管』と言っており、さらにこれは肝門静脈に入って肝臓に行くとも述べた。ルーファスとヘロフィリアスの発見はギリシャの医師ガレノスによってさらなる宣伝がなされた。ガレノスはAD2世紀にサルやブタの解剖を行った観察から乳糜管や腸間膜のリンパ節について記述した。
17世紀に至るまでガレノスの考えは最も流布されていた。したがって、血液は肝臓で乳糜から産生され、腸と胃によって病気と混ざり合い、他の器官からは様々な気の元を付加され、そして体の全ての器官によって消費されると信じられた。この理論では血液は多数回消費と産生を繰り返さねばならなかった。彼の考えは17世紀まで検討されずに保持されたし、その時代でさえ支持する医者がいた。

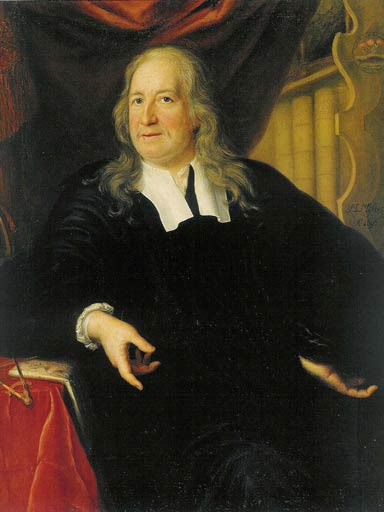
オラウス・ルドベック1696年

16世紀半ば、ガブリエレ・ファロッピオ（ファロピウス管の発見者）は、今日乳糜管として知られているものを『腸を回って来る黄色物で満たされたもの』と記述した。1563年頃、解剖学教授バートロメオ・ユースタチはウマの胸管をvena alba thoracisと記述した。次の画期的な事例は1622年に医師ガスパロ・アセリー(it)がイヌの腸のリンパ管を見つけてvenae alba et lacteaeと命名したことであった。これは今日単に乳糜管として知られる。乳糜管は第4番目の管と呼ばれた（他の3つは、動脈、静脈、神経で、当時神経は管の一種と信じられていた）。そしてガレノスの考えが1つ間違いであることを証明した。つまり乳糜が静脈によって運ばれること。しかしなお乳糜管が乳糜を肝臓に運ぶこと（ガレノスに教えられたように）を信じていた。彼はまた胸管は見出したがそれが乳糜管と連結していることは見逃していた。この連結は1651年にジーン・ペクエット(fr)によって見出され確かなものと認められた。彼は白色の液がイヌの心臓で血液と混ざり合うことを発見した。彼は腹部に圧力を加えると流れが上昇したので液は乳糜かも知れないと考えた。彼はこの液が胸管に行くこと、ついで乳糜で満たされた嚢に行くことを突き止めた。この嚢は今日乳糜槽と呼ばれているが、彼はchyli receptaculumと呼んだ。彼はさらに研究を続け、乳糜管の内容物は胸管を経由して静脈系に入ることを見出した。こうして乳糜管が肝臓で終わるのではないことが確実に証明され、乳糜が肝臓に行くというガレノスの2番目の考えの誤りが証明された。ヨハン・フェスリンクは1647年にヒトの乳糜管の最も初期のスケッチを描いた。

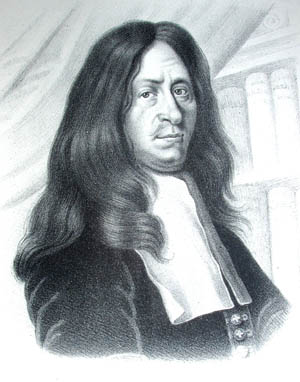
トーマス・バートリン

血液が肝臓と心臓によって新たに産生されるのでなく体内を循環するという考えはウィリアム・ハーベイの研究の結果として初めて認められた。彼の研究は1628年に出版された。1652年、スウェーデン人オラウス・ルドベック（1630－1702）は、肝臓に、清明な（かつ白色でない）液を含んだ透明な管を発見した。そこでそれを肝臓水管（hepatico-aqueous vessels）と名づけた。彼はまたこの管が胸管につながっていること、また弁をもっていることに気づいた。彼はこの発見をスウェーデン女王クリスチーナの宮廷で発表したが1年間出版しなかった。しばらくして類似の発見がトーマス・バートリン(en)によって出版された。彼はさらに出版して、そのような管は体のあらゆるところにあり、肝臓だけに限らないことを記した。彼もそれらの管を『リンパ管』と名づけた一人である。この経緯はバートリンの弟子の一人マーチン・ボグダントとラドベックの間の激しい論争の発展につながり、ラドベックはバートリンを盗作の罪で告訴した。